# Франс Спітс
Франс Спітс (нід. Frans Spits, 13 червня 1946) — нідерландський хокеїст на траві.
Учасник Олімпійських Ігор 1968, 1972 років.